# Susi Pudjiastuti
Susi Pudjiastuti, née le 15 janvier 1965 à Pangandaran (Java), est une femme d'affaires et femme politique indonésienne.
Elle est ministre des Affaires maritimes et de la Pêche (en), au sein du Cabinet de Travail du président Joko Widodo entre 2014 et 2019. Elle est également propriétaire de PT ASI Pudjiastuti Marine Product, une société d'exportation de fruits de mer, et de PT ASI Pudjiastuti Aviation, une société qui exploite la compagnie charter Susi Air.

## Famille, jeunesse et éducation
Susi Pudjiastuti naît le 20 janvier 1965 à Pangandaran, dans la province de Java occidental, fille de Haji Ahmad Karlan et de Hajjah Suwuh Lasminah. Elle est javanaise, mais elle fait partie de la cinquième génération d'une famille issue de pionniers de Pangandaran et d'origine sundanaise. Sa famille est essentiellement investie dans l'immobilier et le commerce de bétail.
Elle est élève au lycée SMA Negeri 1 Yogyakarta, mais ne peut pas achever sa scolarité après avoir été expulsée pour activisme politique dans le mouvement Golput, interdit par le Nouvel Ordre (en) du président Suharto.
Elle est mère de trois enfants et divorcée.

## Entrepreneuriat
En 1983, Pudjiastuti entame une carrière d'entrepreneuse avec une société de distribution de fruits de mer dans une installation de vente aux enchères de poisson (TPI) à Pangandaran. Son activité a évolué en 1996 pour devenir une usine de transformation de produits de la mer nommée PT ASI Pudjiastuti Marine Product, spécialisée dans les homards de qualité pour l'exportation, conditionnés sous la marque « Susi Brand ». Sa société se développe et commence à exporter ses produits dans le reste de l'Asie et en Amérique.
La demande croissante en fruits de mer frais la conduit plus tard à développer une activité de transport aérien rapide, pour servir notamment les besoins de son entreprise. En 2004, elle acquiert ainsi un avion Cessna 208 Caravan et crée une autre société, PT ASI Pudjiastuti Aviation. Ce Cessna reçoit l'indicatif d'appel « Susi Air » et sert à transporter des fruits de mer frais indonésiens vers Jakarta ainsi qu'à l'étranger (Singapour, Hong Kong et Japon). Lors du tsunami de 2004 dans l'océan Indien, qui a dévasté Banda Aceh et la côte ouest de Sumatra, la compagnie qui ne comptait à l'époque que deux Cessna Grand Caravan, a été l'un des premiers intervenants à distribuer des vivres aux victimes dans des zones isolées. Pendant cette période, Susi Air était régulièrement affrétée à Aceh par les ONG pour des missions de secours humanitaire dans la région. Les revenus tirés de ses affrètements ont permis à Susi Air d’acquérir de nouveaux avions et d’étendre sa flotte pour assurer des liaisons vers la Papouasie et Bornéo. Susi Air est désormais le plus grand exploitant de Cessna Grand Caravan dans la région Asie-Pacifique.

## Nomination au ministère des Affaires maritimes et de la Pêche
Le 26 octobre 2014, le président Joko Widodo la nomme ministre des Affaires maritimes et de la Pêche (en), au sein du Cabinet de Travail pour son quinquennat 2014 -2019. Elle est la première femme à occuper ce ministère, créé en 1999. Avant de prendre ses fonctions ministérielles, elle quitte ses fonctions de présidente-directrice générale de PT ASI Pudjiastuti Marine Product et de PT ASI Pudjiastuti Aviation, mais en reste propriétaire.
En 2016, elle interdit l'exportation des larves de langoustes concernant les individus de moins de 8 cm ou de 200 g, dont l'Indonésie est l'un des cinq pays à disposer naturellement, dans le but d'assurer la durabilité des populations sauvages. Malgré cette interdiction, de nombreuses larves sont encore exportées vers le Vietnam, la Chine et Singapour pour être élevées, à cause d'un manque de pouvoir pour faire appliquer la loi. Son successeur Edhy Prabowo souhaite lever cette interdiction.